# Southwest (album)
 (novembre 2023).
Si vous disposez d'ouvrages ou d'articles de référence ou si vous connaissez des sites web de qualité traitant du thème abordé ici, merci de compléter l'article en donnant les références utiles à sa vérifiabilité et en les liant à la section « Notes et références ».
Albums par Daz Dillinger
DPGC: U Know What I'm Throwin' Up
(2003) I Got Love in These Stretz
(2004)
Albums par Nuwine
1998
(1998)
Southwest est un album collaboratif de Daz Dillinger et Nuwine, sorti le 24 juin 2003.

## Liste des titres
| No  | Titre                                       | Durée |
| --- | ------------------------------------------- | ----- |
| 1.  | Daz                                         | 0:08  |
| 2.  | Freestyle (featuring Slay et Black Diamond) | 3:06  |
| 3.  | Floss with Us                               | 3:23  |
| 4.  | Big Daddy                                   | 3:34  |
| 5.  | Riders (featuring Raskull)                  | 3:56  |
| 6.  | Money (featuring Slay)                      | 3:45  |
| 7.  | Daz and Nuwine                              | 0:45  |
| 8.  | Tell Me Hater (featuring Maurice)           | 3:51  |
| 9.  | Girl Ya Know                                | 3:47  |
| 10. | Back in My Life (featuring Lil' Raskull)    | 3:25  |
| 11. | Out of Time                                 | 2:31  |
| 12. | You Turned Your Back on Me                  | 4:13  |

| 13. | Texas Screw | 6:58 |
| 14. | Just Nuwine | 0:49 |